# Franz Antoine
Franz Antoine (23. února 1815 Vídeň – 11. březen 1886) byl dvorní zahradník zahrad Hofburgu ve Vídni a rakouský botanik a fotograf.

## Život a kariéra
Roku 1865 se stal ředitelem všech dvorních zahrad v rakousko-uherské monarchii. Již v roce 1869, v rámci správní reformy, část svých pravomocí pozbyl, věnoval se však intenzivně vědecké práci a významné kolekci bromélií. Franz Antoine byl také dobrý amatérský fotograf. Jeho fotografie, převážně studie rostlin, zátiší a pohledy na Vídeň, byly představeny na třech výstavách: Vídeň 1864 a 1873, Paříž roku 1867. 

## Dílo
- Die Coniferen, 1840–1847
- Der Wintergarten der K. K. Hofburg zu Wien, 1852
- Coniferen des Cilicischen Taurus (spolu s Kotschym), 1855
- Die Cupressineen-Gattungen: Arceuthos, Juniperus u. Sabina, 1857–1860
- Phyto-Iconographie der Bromeliaceen ..., 1884

## Galerie

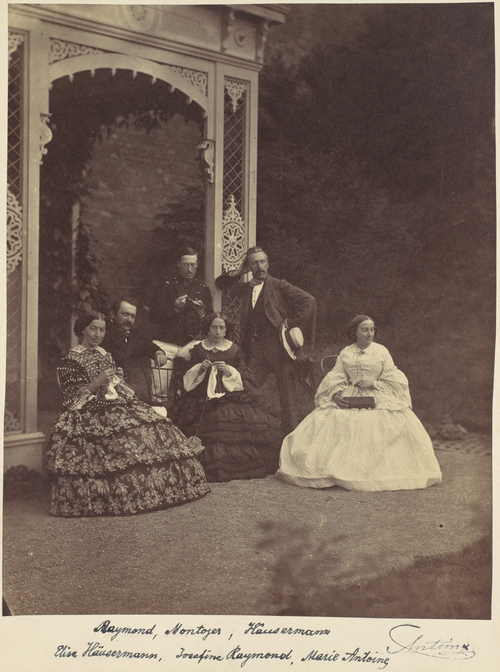
Skupinový portrét v zahradě
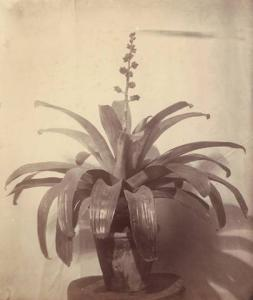
Hohenbergia Augusta
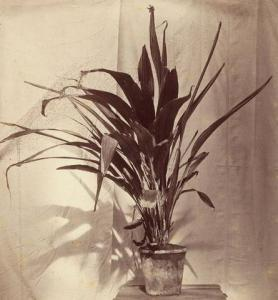
Piti Coralina